# Bernardo Xavier Coutinho
Bernardo Xavier da Costa Coutinho (Ferreirim, 05 de Maio de 1909 —  Porto, 03 de Maio de 1987) foi um padre católico, historiador e professor português.

## Obra
- As Lusíadas e os Lusíadas - História e do Título da Epopeia de Camões (1938)
- Bibliographie Franco-Portugaise (1939)
- Camões e as Artes Plásticas (1946-1948)
- Nossa Senhora na Arte (1959)
- A Igreja e Irmandade dos Clérigos (1965)
- Iconografia Condestabriana (1971)
- História Documental da Ordem da Trindade (1972-1974), em dois volumes.
- Ensaios (1941-1977), em quatro volumes.